# Nikita Złobin
Nikita Siergiejewicz Złobin (ros. Никита Сергеевич Злобин, ur. 4 kwietnia 1996 roku w Moskwie) – rosyjski kierowca wyścigowy.

## Życiorys

### Początki kariery
Złobin rozpoczął karierę w jednomiejscowych samochodach wyścigowych w wieku 15 lat w 2011 roku w MegaFon MitJet Cup. Z dorobkiem 330 punktów zakończył sezon na czwartej pozycji w klasyfikacji generalnej serii.

### Formuła 3
W 2013 roku Rosjanin dołączył do stawki Niemieckiej Formuły 3, gdzie jednak nie zdobywał punktów. Rok później uzbierał łącznie 109 punktów, co dało mu ósme miejsce w klasyfikacji generalnej. Również w 2014 w mistrzostwach Brytyjskiej Formuły 3 był szesnasty, a wyścig Zandvoort Masters ukończył na siódmym miejscu.

### International GT Open
W 2014 roku Złobin startował również w International GT Open, gdzie dwukrotnie stawał na podium. Uzbierał łącznie 23 punkty i w klasyfikacji generalnej był jedenasty.

### Auto GP
W sezonie 2015 Rosjanin nawiązał współpracę z brytyjską ekipą Virtuosi Racing na udział w serii Auto GP World Series. Z powodu problemów z frekwencją serial został zawieszony po dwóch rundach. Na węgierskim torze Hungaroring Zlobin był siódmy i piąty, natomiast na brytyjskim obiekcie Silverstone dojechał na czwartej i ponownie siódmej lokacie. Zdobył 30 punktów, dzięki którym zmagania zakończył na 4. miejscu.

### Formuła Renault 3.5
W roku 2015 Nikita zadebiutował w Formule Renault 3.5. W hiszpańskim zespole Pons Racing zastąpił Austriaka Rene Bindera w dwóch ostatnich rundach sezonu. Był jednak daleki od zdobyczy punktowej. Najwyżej dojechał w pierwszym starcie na torze Jerez de la Frontera, gdzie był czternasty.

## Wyniki

### Formuła Renault 3.5
| Legenda oznaczeń w tabelach wyników Wyświetl szablon na nowej stronie | Legenda oznaczeń w tabelach wyników Wyświetl szablon na nowej stronie                                                                     |
| Oznaczenie                                                            | Wyjaśnienie |
| --------------------------------------------------------------------- | --- |
| Złoty                                                                 | Zwycięzca lub mistrzostwo |
| Srebrny                                                               | 2. miejsce lub wicemistrzostwo |
| Brązowy                                                               | 3. miejsce lub II wicemistrzostwo |
| Zielony                                                               | Ukończył, punktował (w klasyfikacji generalnej, gdy zdobył co najmniej jeden punkt na przestrzeni sezonu, poza trzema powyższymi opcjami) |
| Niebieski                                                             | Ukończył, nie punktował (w klasyfikacji generalnej, gdy nie zdobył co najmniej jednego punktu na przestrzeni sezonu)                      |
| Czerwony                                                              | Nie zakwalifikował się (NZ) |
| Czerwony                                                              | Nie prekwalifikował się (NPK) |
| Różowy                                                                | Nie ukończył (NU) |
| Różowy                                                                | Niesklasyfikowany (NS) (w klasyfikacji generalnej, gdy nie został sklasyfikowany w żadnym wyścigu sezonu)                                 |
| Czarny                                                                | Zdyskwalifikowany (DK) |
| Czarny                                                                | Wykluczony (WYK/EX) |
| Biały                                                                 | Nie wystartował (NW) |
| Biały                                                                 | Kontuzjowany (K/INJ) |
| Biały                                                                 | Wyścig odwołany (OD/C) |
| Bez koloru                                                            | Został wycofany (WYC/WD) |
| Bez koloru                                                            | Nie przybył (NP/DNA) |
| Bez koloru                                                            | Nie brał udziału w treningach (NT/DNP) |
| Bez koloru                                                            | Nie został zgłoszony (–) |
| Pogrubienie                                                           | Start z pole position |
| Kursywa                                                               | Najszybsze okrążenie wyścigu |
| †                                                                     | Nie ukończył, ale jego rezultat został zaliczony ze względu na przejechanie więcej niż 90% dystansu wyścigu.                              |
| *                                                                     | Sezon w trakcie |
| 1/2/3                                                                 | Punktowana pozycja w sprincie kwalifikacyjnym                                                                                             |
| Lista systemów punktacji Formuły 1                                    | |

| Rok  | Zespół      | Wyniki w poszczególnych eliminacjach | Wyniki w poszczególnych eliminacjach | Wyniki w poszczególnych eliminacjach | Wyniki w poszczególnych eliminacjach | Wyniki w poszczególnych eliminacjach | Wyniki w poszczególnych eliminacjach | Wyniki w poszczególnych eliminacjach | Wyniki w poszczególnych eliminacjach | Wyniki w poszczególnych eliminacjach | Wyniki w poszczególnych eliminacjach | Wyniki w poszczególnych eliminacjach | Wyniki w poszczególnych eliminacjach | Wyniki w poszczególnych eliminacjach | Wyniki w poszczególnych eliminacjach | Wyniki w poszczególnych eliminacjach | Wyniki w poszczególnych eliminacjach | Wyniki w poszczególnych eliminacjach | Punkty | Pozycja |
| ---- | ----------- | ------------------------------------ | ------------------------------------ | ------------------------------------ | ------------------------------------ | ------------------------------------ | ------------------------------------ | ------------------------------------ | ------------------------------------ | ------------------------------------ | ------------------------------------ | ------------------------------------ | ------------------------------------ | ------------------------------------ | ------------------------------------ | ------------------------------------ | ------------------------------------ | ------------------------------------ | ------ | ------- |
| 2015 | Pons Racing | ARA                                  | ARA                                  | MON                                  | BEL                                  | BEL                                  | HUN                                  | HUN                                  | AUT                                  | AUT                                  | UK                                   | UK                                   | DEU                                  | DEU                                  | FRA                                  | FRA                                  | JER                                  | JER                                  | 0      | 28      |
| 2015 | Pons Racing | -                                    | -                                    | -                                    | -                                    | -                                    | -                                    | -                                    | -                                    | -                                    | -                                    | -                                    | -                                    | -                                    | 17                                   | 15                                   | 14                                   | NU                                   | 0      | 28      |

### Podsumowanie
| Sezon | Seria                        | Zespół                       | Wyścigi | Zwycięstwa | PP | NO | Podium | Punkty | Pozycja |
| ----- | ---------------------------- | ---------------------------- | ------- | ---------- | -- | -- | ------ | ------ | ------- |
| 2011  | MegaFon MitJet Cup           |                              |         |            |    |    |        | 330    | 4       |
| 2013  | Niemiecka Formuła 3          | ADM Motorsport               | 9       | 0          | 0  | 0  | 0      | 3      | 20      |
| 2013  | Alpejska Formuła Renault 2.0 | SMP Racing by Koiranen GP    | 12      | 0          | 0  | 0  | 0      | 0      | NS      |
| 2014  | Niemiecka Formuła 3          | SMP Racing by ADM Motorsport | 22      | 0          | 0  | 0  | 0      | 109    | 8       |
| 2014  | Zandvoort Masters            | SMP Racing by ADM Motorsport | 1       | 0          | 0  | 0  | 0      | N/A    | 7       |
| 2014  | Brytyjska Formuła 3          | ADM Motorsport               | 3       | 0          | 0  | 0  | 0      | 6      | 16      |
| 2014  | International GT Open - GTS  | AF Corse                     | 6       | 0          | 0  | 0  | 2      | 23     | 11      |
| 2015  | Formuła Renault 3.5          | Pons Racing                  | 2       | 0          | 0  | 0  | 0      | 0      | 28      |
| 2015  | Auto GP World Series         | Virtuosi UK                  | 4       | 0          | 0  | 0  | 0      | 30     | 4       |

† - Złobin nie był zaliczany do klasyfikacji.